# Wikipédia en bulgare
Wikipédia en bulgare (en bulgare : Българоезична Уикипедия) est l’édition de Wikipédia en bulgare, langue slave méridionale parlée en Bulgarie. L'édition est lancée le 6 décembre 2003. Son code est : bg.
Au 20 mars 2025, l'édition en bulgare contient 303 101 articles et compte 357 080 contributeurs, dont 711 contributeurs actifs et 23 administrateurs.

## Présentation

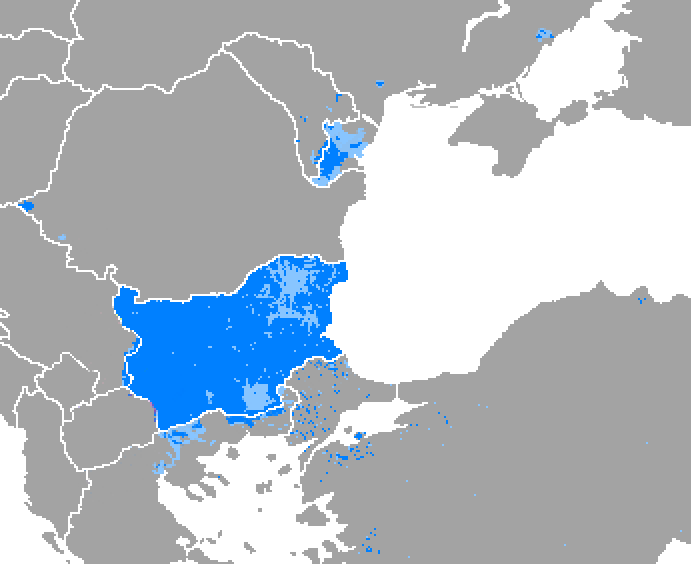
Aire de diffusion du bulgare.

## Statistiques
- En novembre 2009, l'édition en bulgare compte quelque 110 000 articles et 89 600 utilisateurs enregistrés.
- En juin 2015, elle atteint les 200 000 articles.
- Le 24 septembre 2022, elle contient 284 715 articles et compte 313 241 contributeurs, dont 703 contributeurs actifs et 25 administrateurs.
- Le 11 août 2024, elle contient 299 892 articles et compte 347 800 contributeurs, dont 652 contributeurs actifs et 23 administrateurs.